# Patpatar
Le patpatar (ou gelik ou patpari) est une des langues de Nouvelle-Irlande parlée par 7 000 locuteurs en Nouvelle-Irlande (notamment dans le district de Namatanai). Elle est apparentée au kuanua et au minigir. Elle comporte trois dialectes principaux : Pala, Sokirik, Patpatar.